# Cenzura Internetului în România
Cenzura pe internet în România este legată în special de filtrarea unor site-uri cu conținut pornografic găzduite în România.

## Legislație
Legea privind prevenirea și combaterea pornografiei spune că toate site-urile pornografice trebuie să fie accesibile numai după introducerea unei parole și după plata unei taxe pe minut de acces. De asemenea, astfel de activități trebuie să fie autorizate de către o comisie a Ministerului Culturii și Cultelor, care va include reprezentanți ai Ministerului de Interne și Ministerul Comunicațiilor și Tehnologiei Informației.  Site-urile care nu respectă această lege pot fi adăugate la o listă neagră de către Autoritatea Națională de Reglementare în Comunicații și furnizorii de servicii Internet care nu filtreză aceste site-urile din lista în termen de 48 de ore vor fi amendați cu 10.000-50.000 RON. Site-uri se adaugă în lista neagră după ce sunt denunțate de către cetățeni privați, site-uri care sunt apoi verificate de către Autoritate. După 11 decembrie 2008, Autoritatea Națională pentru Administrare și Reglementare în Comunicații monitorizează această cenzură: ISP-urile care nu blochează accesul la site-urile din lista autorității sunt pasibile de o amendă de 50.000 RON.

## Site-uri ce pot fi blocate
A priori, site-urile ce pot fi blocate sunt în principal cele cu conținut pornografic infantil, zoofil sau necrofil. Din 2004, legea pentru combaterea terorismului a adăugat la această listă site-urile jihadiste și care fac recrutări în scopuri teroriste.
În 2015, Oficiul Național pentru Jocuri de Noroc a cerut ca și site-urile care derulează jocuri de noroc fără a avea autorizație să fie blocate prin DNS de către furnizorii de servicii. Unele ONG-uri au protestat, dar jurisprudența românească include faptele de a organiza sau a participa la jocuri de noroc neautorizate în rândul infracțiunilor. 